# Kerfuś
Kerfuś — це талісман мережі магазинів Carrefour у Польщі у вигляді автономного робота-доставника, який роздає закуски, з обличчям мультяшного кота. Талісман був представлений у магазинах у Варшаві, Польща, у 2022 році як рекламна кампанія в рамках співпраці між Carrefour і PepsiCo. Відтоді це стало вірусним явищем і інтернет-мемом.

## Історія
Kerfuś був представлений у вересні 2022 року компанією Carrefour у двох магазинах у торгових центрах Galeria Wileńska та Westfield Arkadia у Варшаві, Польща, як частина маркетингової кампанії. Кампанія була спільною ініціативою Carrefour і PepsiCo, у рамках якої робот розповсюджував продукти PepsiCo серед покупців, включаючи напої та чипси.
У рамках співпраці з PepsiCo робот працював у магазинах Варшави до кінця 2022 року.
Завдяки великій популярності робота, Carrefour організував тур по Польщі, у рамках якого роботи з'являлися в магазинах у різних містах. Компанія також випустила обмежену серію одягу з Kerfuś, доступного у своїх магазинах.
У грудні 2022 року Carrefour, у рамках промоції фільму Котики (англ. Cat Daddies), використовував Kerfuś для благодійної акції, збираючи в магазинах пожертви їжею та іншими речами для допомоги тваринам. Kerfuś був послом бренду благодійної акції та фільму.
Робот здобув величезну популярність і став вірусним феноменом в інтернеті, з'являючись у різних мемах і навіть порнографічних зображеннях.